# Aniela Chałubińska
Aniela Chałubińska (ur. 1 października 1902 we Lwowie, zm. 6 lipca 1998 w Lublinie) – polska geolog i geograf.

## Życiorys
Była córką Ludwika Chałubińskiego, inżyniera chemika i taternika, wnuczką Tytusa Chałubińskiego, lekarza pracującego w Zakopanem. Studiowała geografię na Uniwersytecie Jana Kazimierza we Lwowie.
Pracowała od 1945 na Uniwersytecie Marii Curie-Skłodowskiej w Lublinie początkowo na etacie adiunkta w Katedrze Geografii Ogólnej w 1955 została docentem i w latach 1956–1973 była kierownikiem Katedry Geografii Regionalnej. Od momentu ukończenia studiów w 1926 pracowała jako nauczyciel geografii prowadząc na zlecenie swojego mentora Eugeniusza Romera wakacyjne kursy dla nauczycieli geografii od 1930 była kierowniczka pierwszego w Polsce Ogniska Metodycznego Geografii. Opublikowała liczne prace z geografii fizycznej, historii geografii, metodyki geografii, geografii regionalnej i klimatologii. W 1934 opracowała podręcznik „Geografia Europy”, a w 1937 „Geografia Polski” oba wydane przez Ossolineum.
Główne prace: „Z okien wagonu na trasie Kraków-Zakopane” („Geografia w Szk.”, 1952), „Wycieczka po okolicy Zakopanego” (tamże 1953 i 1954). Inne to: „Różne drogi nauczania geografii” (Warszawa, 1959), „Realizacja haseł ochrony przyrody i jej zasobów w nauczaniu geografii” w dziele zbiorowym: „Metodyka nauczania geografii” (Warszawa, 1966), „Ignacy Domeyko i jego wkład do geografii Polski” (Warszawa, 1969).
Do najważniejszych ze wspomnień należą: Ludwik Zejszner jako geograf („Kosmos”, 1928), Wspomnienia o Prof. Mieczysławie Limanowskim („Czas. Geogr.”, 1952), Profesor Romer („Geogr. w Szk.”, 1954 i 1955 oraz „Czas. Geogr.”, 1955), Romer i góry („Poznaj Świat” 1957).
W 1992 roku otrzymała tytuł doktora honoris causa swej uczelni. Wieloletnia działaczka Polskiego Towarzystwa Geograficznego, nagrodzona w 1968 Złotą Odznaką PTG, a od 1982 Członek Honorowy PTG.